# Korklany
Korklany (lit. Karklėnai) – miasteczko na Litwie, położone w okręgu szawelskim i w rejonie kielmskim. Liczy 401 mieszkańców (2001).